# ياكوفليف بتشيلا

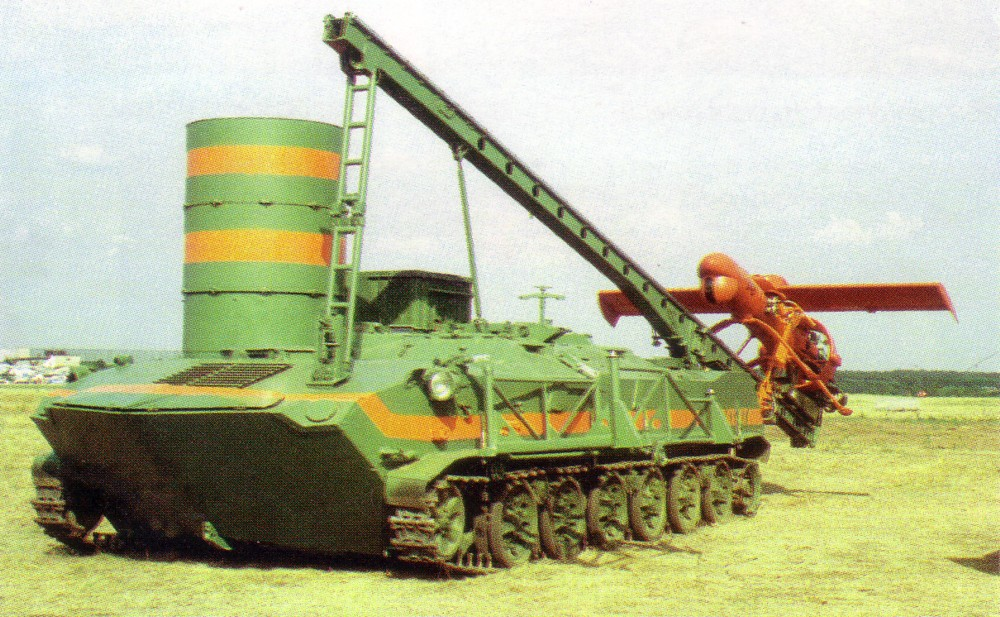
بوتشلا-تي-1 الطائرات بدون طيار على سيارة بي تي أر-دي

ياكوفليف بتشيلا واسمها الرمزي (الروسية: Пчела-1Т) هي طائرة بدون طيار صممها مكتب التصميم السوفيتي ياكوفليف. والاستخدام الرئيسي لها هو المراقبة والملاحظة في المعركة وتصوير فيديو، وتشمل تطبيقات واستخدامات أخرى كتحديد الهدف وكهدف للتدريب.
يتم تشغيل بوتشلا باستخدام صواريخ مساعدة من قبل اثنين من محركات تعمل بالوقود الصلب.

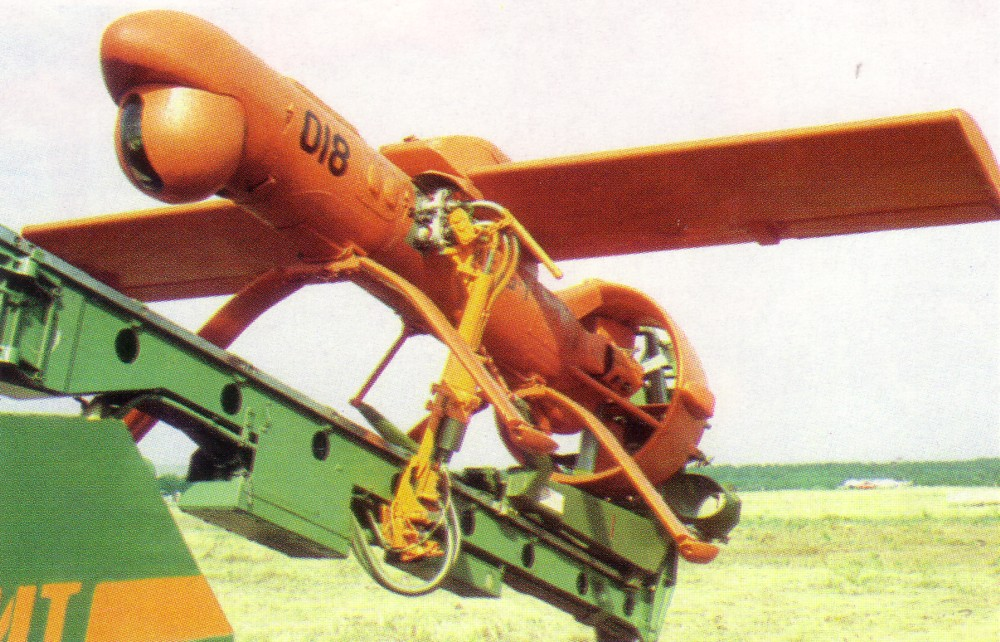
بوتشلا على منحدر انطلاق (عرض المقربة)

سرعتها 60 كم والارتفاع 120-180 كم/الساعة، والوزن الأقصى للإقلاع هو 138 كلغ.

## وصلات خارجية
- Yakovlev Design Bureau
- Pchela Diagram